# 마퀸 챈들러

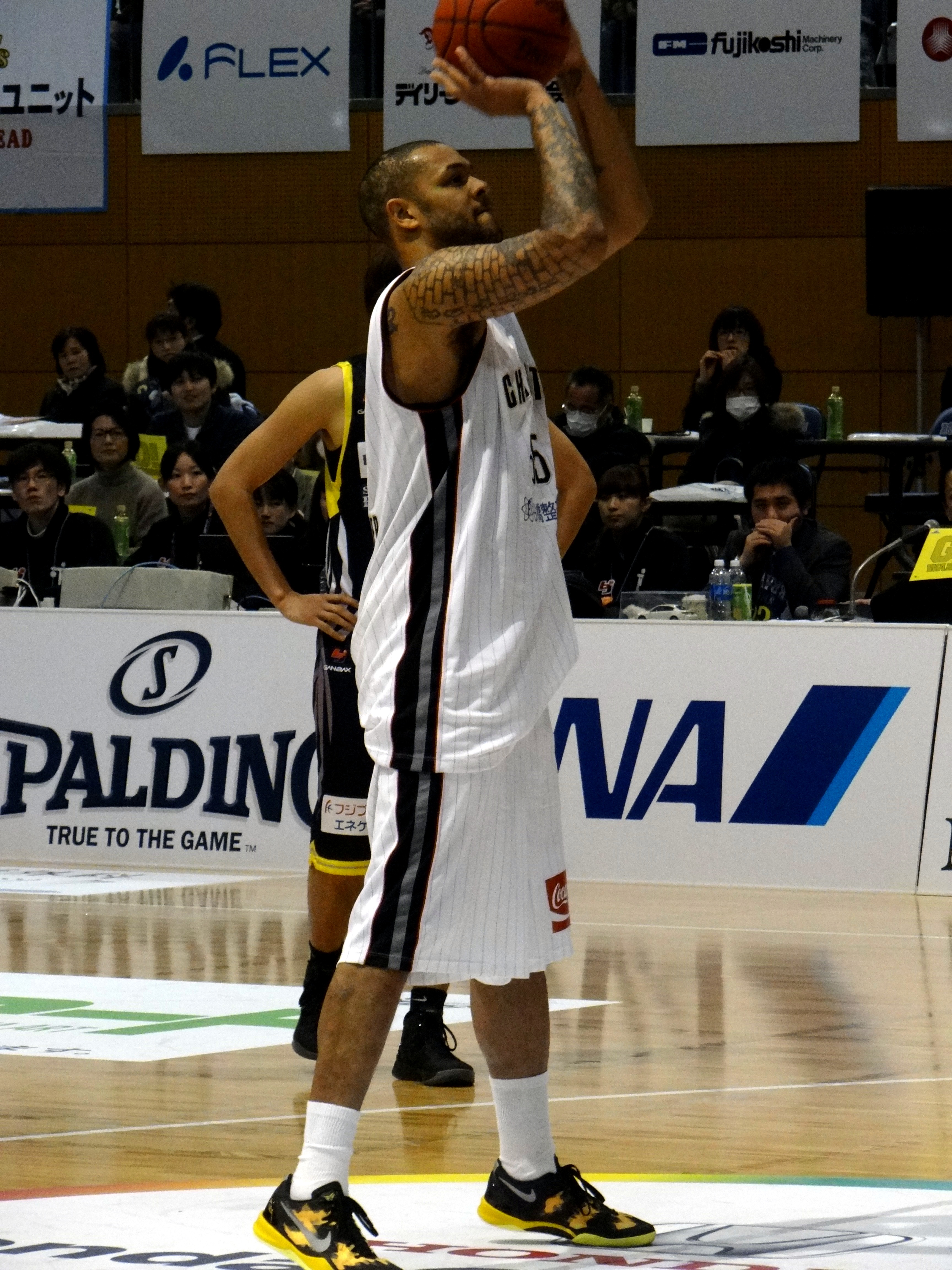

마퀸 챈들러(Marquin Chandler, 본명: 마퀸 테오 지미 챈들러, Marquin Theo Jimmy Chandler, 1982년 3월 11일 ~ )는 미국의 프로 농구 선수이다.

## 경력
- 2005-2006: 퓨어푸즈 텐더 쥬시 핫도그스/퓨어푸즈 청키 자이언츠
- 2006-2007: 싱가포르 슬링어스
- 2007~2008년 : 안양 KT&G 카이츠
- 2009년: 퓨어푸즈 텐더 쥬시 자이언츠
- 2009~2010년: 원주 동부프로미
- 2010~2011년 : 서울 SK 나이츠
- 2011: 알 아흘리
- 2011: S.L. 벤피카
- 2012-2013: 치바 제츠
- 2013~2014년: 안양 KGC인삼공사
- 2022: 코레카미노스 UAT 빅토리아